# Kocher-Jagst-Radweg
Der Kocher-Jagst-Radweg ist ein rund 331 km langer Radweg, der an den Flüssen Kocher und Jagst in Baden-Württemberg entlangführt. Die beiden Flüsse sind streckenweise nur wenige Kilometer voneinander entfernt.

## Route
Die ausgeschilderte Route führt am Kocher entlang von Aalen über Gaildorf nach Schwäbisch Hall (64 km) durch das Obere Kochertal, von Schwäbisch Hall dann über Künzelsau und Neuenstadt am Kocher nach Bad Friedrichshall (82 km) durch das Hohenloher Kochertal und das Unterland. Von Bad Friedrichshall geht die Route an der Jagst entlang über Neudenau, Möckmühl, Krautheim, Langenburg und Kirchberg an der Jagst nach Crailsheim (119 km) durch das Unterland, das „ritterliche Jagsttal“ und das Hohenloher Jagsttal und von Crailsheim über Ellwangen und Teile der Ostalb wieder zurück nach Aalen (68 km).
Die Wege sind überwiegend asphaltierte (Fahrrad-)Wege, streckenweise handelt es sich um Waldwege. Die Steigungen sind größtenteils gering bis mittelstark. Nur an einigen Stellen gibt es stärkere Steigungen. Zwischen Bad Friedrichshall und Ohrnberg läuft der Weg auf der Trasse der stillgelegten Unteren Kochertalbahn, oberhalb von Möckmühl verläuft er teilweise auf der Trasse der ehemaligen Jagsttalbahn.
Die Markierung erfolgt durch Schilder mit einem grünen Fahrrad auf weißem Grund (häufig mit Zielangabe).
Der Kocher-Radweg für sich ist gerade bei älteren Radfahrern ein beliebtes Ausflugsziel, da er sich überwiegend bergab fahren lässt und mit ca. 135 km deutlich kürzer ist als der gesamte Rundweg.
Der ADFC zeichnete den Kocher-Jagst-Radweg 2018 als 4-Sterne-Qualitätsradroute aus.

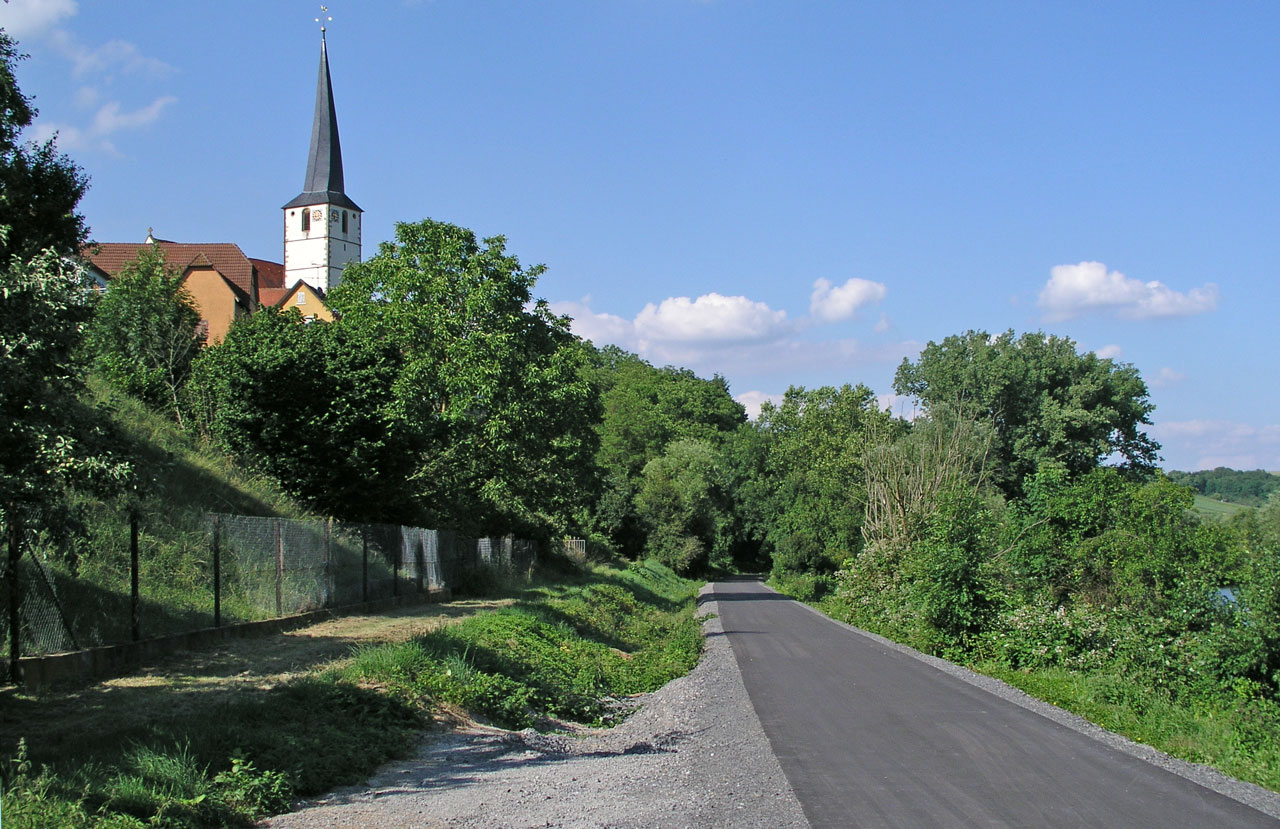
Gochsen, Kochertal-Radweg und Kirche
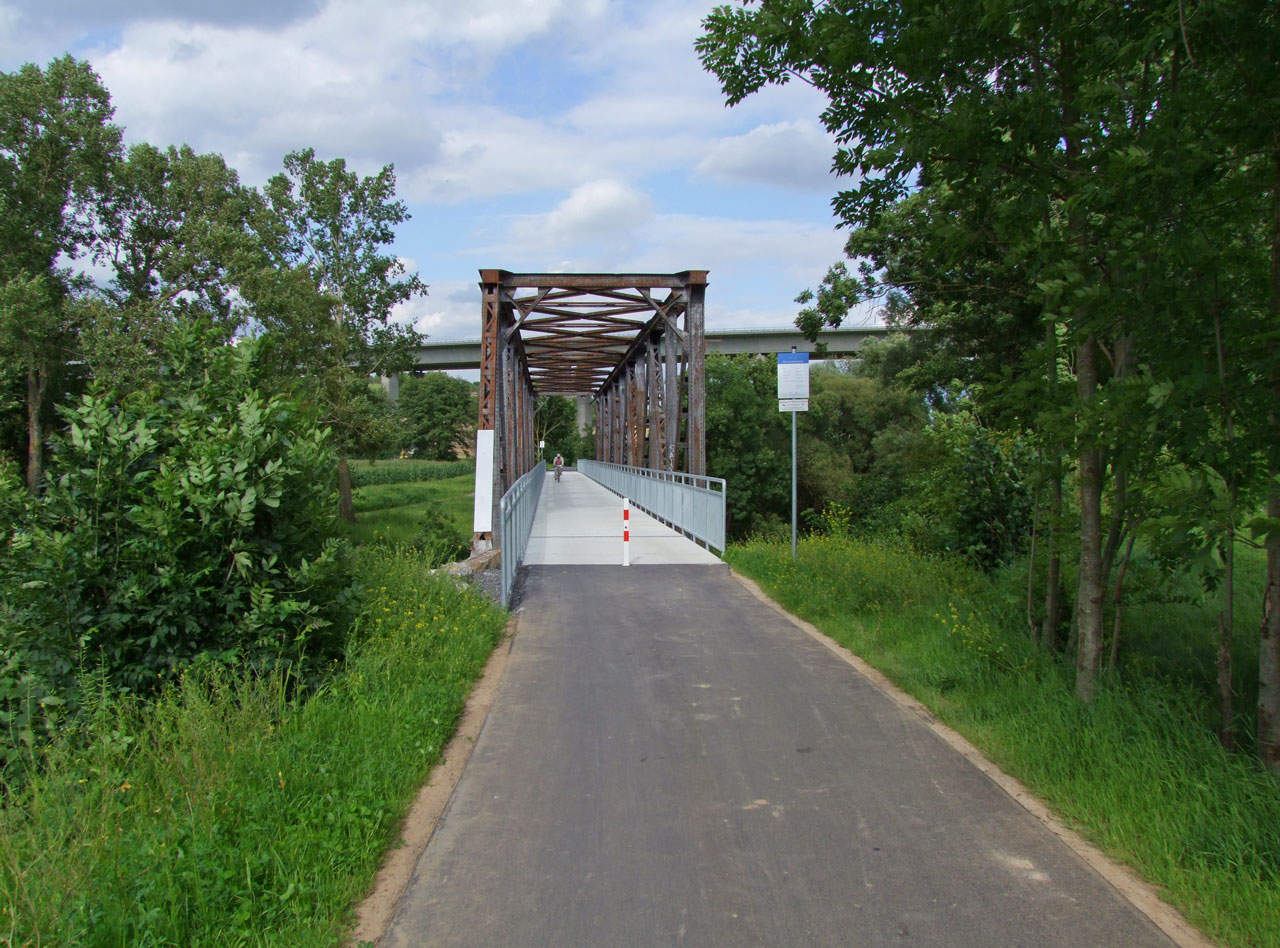
Der Kochertal-Radweg führt über die ehemalige Eisenbahnbrücke zwischen Gochsen und Neuenstadt
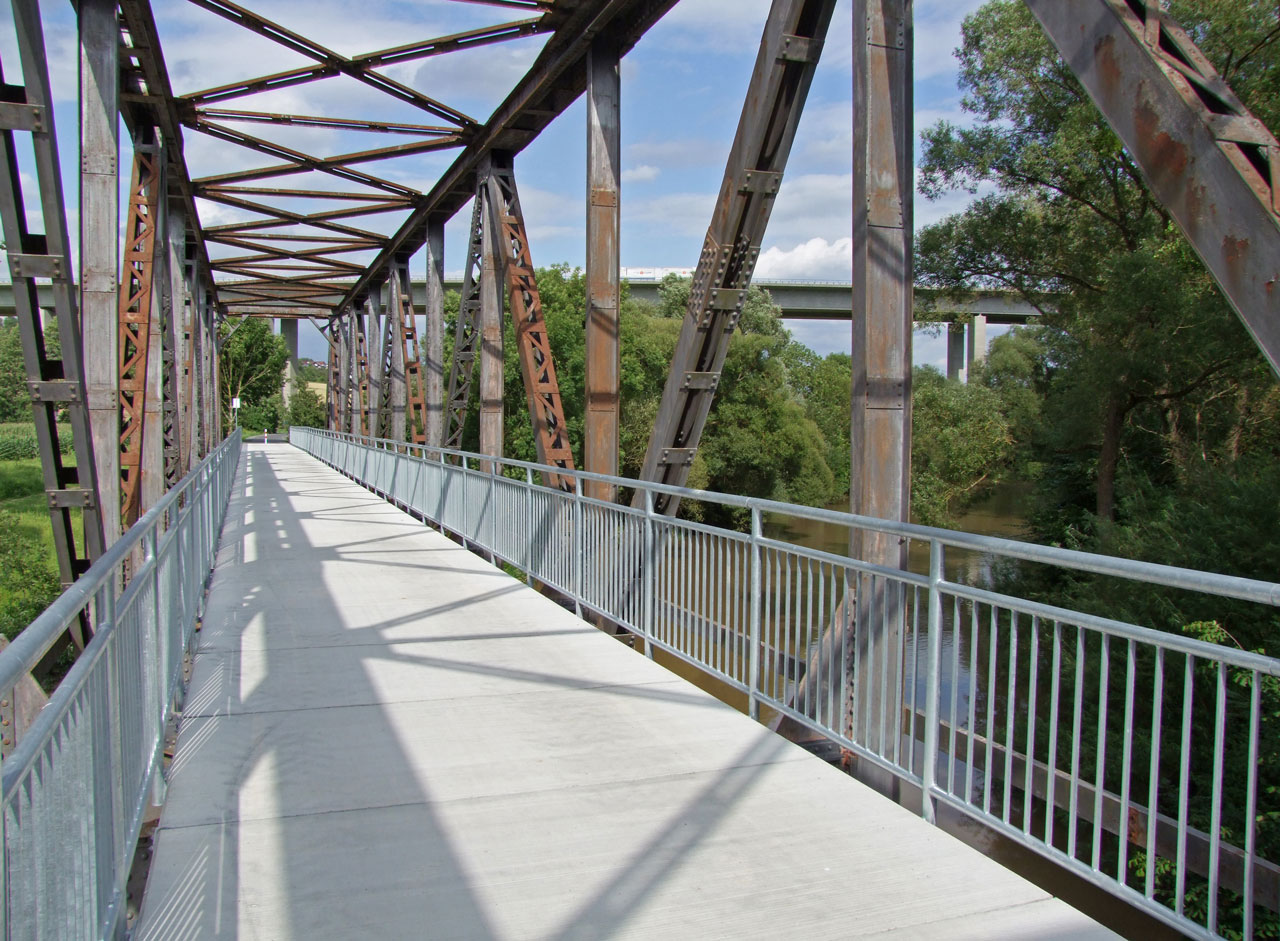
Die zum Radweg umgebaute ehemalige Eisenbahnbrücke bei Gochsen (im Hintergrund die Autobahnbrücke der A 81)